# فيليب كاري
فيليب كاري (بالإنجليزية: Philip Carey) (و. 1925 – 2009 م) هو ممثل، وممثل تلفزيوني، من الولايات المتحدة الأمريكية، توفي في مدينة نيويورك، عن عمر يناهز 84 عاماً بسبب سرطان الرئة.

## الخدمة العسكرية
خدم في قوات مشاة بحرية الولايات المتحدة.

## وصلات خارجية
- فيليب كاري على موقع IMDb (الإنجليزية)
- فيليب كاري على موقع ألو سيني (الفرنسية)
- فيليب كاري على موقع أول موفي (الإنجليزية)
- فيليب كاري على موقع قاعدة بيانات الأفلام السويدية (السويدية)
- فيليب كاري على موقع إن إن دي بي (الإنجليزية)
- فيليب كاري على موقع قاعدة بيانات الفيلم (الإنجليزية)
- فيليب كاري على موقع كينوبويسك (الروسية)